# Pseudepipona augusta
Pseudepipona augusta is een vliesvleugelig insect uit de familie van de plooivleugelwespen (Vespidae). De wetenschappelijke naam van de soort werd voor het eerst geldig gepubliceerd in 1867 door Ferdinand Ferdinandovitsch Morawitz.